# Honfleur
Honfleur je francouzské přístavní městečko ležící na jižním břehu ústí Seiny naproti Le Havru, poblíž nájezdu na Normandský most, v departementu Calvados, region Normandie.
Honfleur je především známý díky svému starému malebnému přístavu s typickými domy s fasádami pokrytými břidlicí, často zachycované malíři, a to zejména Gustavem Courbetem, Eugènem Boudinem, Claudem Monetem a Johanem Bartholdem Jongkindem, kteří vytvořili École de Honfleur (Honfleurská škola), která přispěla k vytvoření impresionistického směru.
Městečko získalo čtyři květiny v Soutěži květinových měst a vesnic (Concours des villes et villages fleuris).

## Toponymie
Historické zmínky: Hunefleth (1025), Hunefloth (kolem 1062), Honneflo v roce 1198, Honflue (1246); Honnefleu již od 18. století.
Tradiční výslovnost: [χonfieu] se silně propadlým (vdechnutým a spíše nevysloveným) počátečním „H“.
Fleur, resp. původní fleu je v Normandii častou součástí názvů obcí (např. Barfleur, Vittefleur, Harfleur, Crémanfleur, Fiquefleur a La Gerfleur) a znamená pramen – řeku, která ústí do moře. Tento význam se dovozuje z dokumentu podle dokumentu ze 13. století, který zmiňuje le fleu de Lestre, čímž se rozumí řeka v Lestre na poloostrově Cotentin.
Výraz Hon- patrně pochází z anglosaského křestního jména Huna nebo staršího Húni (varianta Húnn).

## Historie
První písemná zmínka dokládající existenci Honfleuru pochází od Richarda III. vévody z Normandie, z roku 1027. Rovněž se objevuje v průběhu 12. století, kdy městečko představovalo důležitý tranzitní přístav pro zboží z Rouenu do Anglie.
Honfleur, který se nachází u ústí Seiny, jedné z nejdůležitějších řek Francie, na břehu moře a zároveň s relativně bohatým zázemím, těžil ze své strategické pozice, jak se ukázalo již na začátku stoleté války. Karel V. Francouzský nechal rozšířit opevnění města, aby ústí Seiny ochránil před výpady Angličanů. K tomu měl pomáhat i nedaleký přístav Harfleur, který se nachází hned naproti a na dalším výběžku ústí. Honfleur byl přesto obsazen a okupován anglickým králem, a to v roce 1357, znovu pak v roce 1419 a 1450. Kromě těchto období přístav sloužil jako základna pro výjezdy nejrůznějších francouzských výprav pro účely vpádů na anglické pobřeží, které vedly zejména k částečnému vyplenění města Sandwich v hrabství Kent kolem roku 1450 poté, co Angličané opustili Normandii po bitvě u Formigny. Dnes jsou navzdory tomu Honfleur a Sandwich partnerskými městy.
Po skončení stoleté války a na konci 18. století Honfleur vzkvétal zejména díky výrobě lodí, námořnímu obchodu a dálkové výpravy. Avšak došlo k vážným problémům během francouzských náboženských válek v druhé polovině 16. století. Počátkem roku 1590 bylo město obsazeno Jindřichem IV.
Ve stejné době se městečko rovněž účastnilo velkých objevných výprav a jeho přístav se stal jedním z prvních francouzských přístavů, odkud byly pořádány expedice do Ameriky a zejména francouzských kolonií v Americe. V roce 1503 se odsud vypravil Binot Paulmier de Gonneville do Brazílie. Jehan Denis v roce 1506 objevil a získal jako kolonii pro francouzského krále Newfoundland. V roce 1608 Samuel de Champlain při jedné z výprav z Honfleuru založil v Kanadě město Québec
Ke konci tohoto období obchod v Honfleuru vzkvétal díky kontaktům s Kanadou, Louisianou, Antilami, pobřežím Afriky a Azory, což z přístavu učinilo jeden z pěti hlavních přístavů ve Francii, kde se obchodovalo s otroky. Městečko se v této době rozšiřovalo, část hradeb, které se staly zbytečnými, byla na příkaz Colberta zbořena. Abraham Duquesne nechat přestavět « vnitřní hâvre », jednoduchý přístav na mělčině na skutečný námořní přístav, což bylo dokončeno v roce 1684, který se nyní nazývá „Starý přístav“ (Vieux Bassin) a přispívá k současnému rázu městečka. Část místních obyvatel zbohatla také na rozsáhlém rybolovu u břehů Newfoundlandu zaměřeném na tresky. Řada námořníků z Honfleuru se účastnila válek v době Velké francouzské revoluce a napoleonských válek, šlo zejména o lodního kapitána Clauda-Pascala Morel-Beaulieua a kontradmirály Jacquese Félixe Emmanuela Hamelina a Léonarda Bernarda Motarda.
Ztráta francouzských kolonií, konkurence přístavu v Le Havru, války v době Velké francouzské revoluce a prvního císařství, spolu s kontinentální blokádou vedly k úpadku Honfleuru, který se částečně zastavil zahájením obchodování se dřevem se severní Evropou v průběhu 19. století. Tento obchod byl však omezený z důvodu zanesení přístavu pískem a rozvoji moderního přístavu v Le Havru, nicméně přístav v Honfleuru funguje dodnes. Nicméně v současné době představuje jen pomocný přístav pro velký námořní přístav v Rouenu, kterému slouží jako předsunutý přístav v partnerství a sídlo Obchodní a průmyslovou komorou kraje Auge.
Na sklonku 2. světové války byl Honfleur osvobozen 25. srpna 1944 belgickou armádou (brigade Piron).

## Administrativa
V roce 1973 se k Honfleuru připojila obec Vasouy (159 obyvatel v roce 2007), která má od té doby statut přidružené obce.
Městská rada se skládá z 29 členů, což zahrnuje starostu, jeho šest náměstků, místostarostu a radního, který zastupuje přidruženou obec Vasouy.
Seznam starostů od 2. světové války:
- Michel Lamarre (politická příslušnost DVD – Diverse Droit)[4] – od 1995 dosud
- Marcel Liabastre (politická příslušnost DVD – Diverse Droit) – 1971 až 1995
- Maurice Delange – 1947 až 1971
- Albert Patin – 1944 až 1947

## Demografie

### Demografický vývoj
Podle údajů Insee (francouzský Národní institut statistiky a ekonomických studií) z roku 2007 měl Honfleur 8163 obyvatel, což je stagnující počet od posledního sčítání z roku 1999. Tím se obec řadí na 1146. místo ve Francii (v roce 1999 to bylo 1090. místo) a na 11. místo mezi 706 obcemi v departmentu.
Údaje o počtu obyvatel jsou dostupné od roku 1793, přičemž nejvyššího počtu obyvatel bylo dosaženo v roce 1866, kdy to bylo 9946 obyvatel.

### Věková struktura
Obyvatelstvo městečka je relativně starší. Podíl osob starších 60 let (23 %) převyšuje národní průměr (21,6 %) a průměr departmentu (21,4 %).
V porovnání struktury dle pohlaví převyšuje procento žen (53,2 %) národní průměr (51,6 %) i průměr departmentu.
Struktura obyvatel dle věku je pak následující (rok 2007):
- 46,8 % mužů (0 až 14 let = 21,3 %, 15 až 29 let = 19,7 %, 30 až 44 let = 20,9 %, 45 až 59 let = 19,9 %, nad 60 let = 18,2 %),
- 53,2 % žen (0 až 14 let = 18,7 %, 15 až 29 let = 16,6 %, 30 až 44 let = 19,2 %, 45 až 59 let = 18,4 %, nad 60 let = 27,1 %).

## Kulturní památky

### Kostel svaté Kateřiny Alexandrijské
Nejstarší část dvoulodního kostela svaté Kateřiny Alexandrijské pochází z druhé poloviny 15. století. Druhá loď dřevěné stavby s kamennou podezdívkou byla přistavěna v 16. století.

### Kostel svatého Štěpána (Saint-Étienne)
Starý farní kostel v gotickém slohu pochází částečně ze 14. a částečně z 15. století. Jde o nejstarší kostel ve městě. Byl postaven z křídového vápence s křemenem a z Caenského kamene, přičemž Honfleur se nachází na hranici těchto dvou typů vápencových ložisek. Zvonice je pokryta dřevem kaštanovníku.

### Kostel svatého Leonarda (Saint-Léonard)
Průčelí je ve stylu plaménkové gotiky, ale zbytek budovy byl postaven v 17. a 18. století, což vysvětluje neobvyklou podobu zvonice, která tvoří zvláštní kupoli.
Interiér je zcela vyzdoben nástěnnými malbami, přičemž jsou vidět také dřevěné trámy.

### Solírny
Dnes jsou zde dvě solírny, původně byly tři, ale jedna byla zničena při požáru. Tyto dvě budovy pojmou 10 000 tun soli, určené ke konzervaci ryb, což bylo v rybářském přístavu důležité. Byly postaveny v 17. století poté, co k tomu obyvatelé města získali povolení od Colberta. Sůl pocházela především z Brouage.
Zdi jsou postaveny ze silného křídového vápence a krovy ze dřeva byly postaveny tesaři z loděnice a připomínají skořepinu lodi ze 17. století.

### Kaple Boží milosti (Chapelle de Grâce)
Tato budova byla znovu postavena hned po sesuvu strmého útesu, makety lodí a varhany vytvořil výrobce varhan Dupont v roce 1990. Zvenku je možné vidět poutnické zvony.

### Lodě (Bateaux)
Kutr Sainte-Bernadette, poslední šalupa na lov krevet, je stále ve stavu schopném plavby. Od 18. října 1992 získala statut francouzské historické památky.

## Muzea
- Muzeum Eugèna Boudina
- Domy Satie
- Muzeum starého Honfleuru
- Námořní muzeum

## Hospodářství
- sídlo Obchodní a průmyslové komory kraje Auge (Chambre de commerce et d'industrie du Pays d'Auge), které se z části nachází v přístavu Honfleuru a z části na letišti v Deauville – Saint-Gatien).
- Tolsa (Esp.): balírna steliva pro kočky.
- obchod: umění, restaurace apod.
- turismus.

## Činnost a společenské dění

### Umění
V Honfleur žije řada uměleckých malířů, nachází se zde řada uměleckých ateliérů a uměleckých galerií.

### Sport
Honfleurský sportovní klub (Le Club sportif honfleurais) zahrnuje fotbalové družstvo, které se účastní Fotbalové ligy Dolní Normandie (Ligue de Basse-Normandie de football) a dvou dalších fotbalových soutěží v rámci departmentů v kraji (District départemental de football).

## Ekologie
Město Honfleur zprovoznilo dne 5. listopadu 2004 novou čistírnu odpadních vod, která zejména zajišťuje čištění odpadních vod z průmyslu.

## Osobnosti spojené s Honfleurem

### Narození
- Jehan Denis (15. století), cestovatel a navigátor, objevitel Newfoundlandu
- Pierre Berthelot (1600-1638), námořník, mnich a blahoslavený
- Alexandre Olivier Oexmelin (1646-?), lékař, pirát a kronikář na Flibuste
- Jean Doublet (1655-1728), korzár
- Michel-Charles Le Cène (1684-1743), holandský tiskař a nakladatel
- Pierre-Ange Romain (1751-1785), vzduchoplavec, oběť první letecké katastrofy v historii, společně se svým společníkem Pilâtre des Rozier,
- François Pierre Chauvel (1766-1838), generál Velké francouzské revoluce a Císařství
- Claude-Pascal Morel-Beaulieu (1765-1815), námořník
- Jacques Félix Emmanuel Hamelin (1768-1839), kontradmirál
- Léonard Motard (1771-1852), kontradmirál
- Eugène Boudin (1824-1898), malíř
- Victor-Amédée Dumontpallier (1826-1899), lékař, člen Akademie medicíny, prezident Společnosti pro hypnózu
- Ernest Henri Besnier (1831-1909) lékař, šéf francouzské dermatologie a objevitel biopsie
- Charles Bréard (1839-1913), historik Honfleuru
- Albert Sorel (1842-1906) historik, spoluzakladatel Školy politických věd, akademik
- Henri Prentout (1850-1915), rejdař s největší plachetnicí na světě
- Alphonse Allais (1854-1905), spisovatel a humorista
- Henri de Régnier (1864-1936), spisovatel, člen Francouzské akademie
- Erik Satie (1866-1925), skladatel a pianista
- Lucie Delarue-Mardrus (1874-1945), básnířka
- Jean Marie (1891-1983), předseda Všeobecné transatlantické společnosti (Compagnie générale transatlantique), návrhář velkých parníků Normandie a France
- André Marie (1897-1974), politik, předseda Rady, ministr
- René Piaggi (1903-1982), malíř
- Marcel Pinel (1908-1968), fotbalista
- Jean Bassompierre (1914-1948), voják a vlastenec
- Marcel Caens (1919-2006), trumpetista
- Gervais Leterreux (1930-2003), umělecký malíř
- Hugues R. Gall (* 1940), ředitel pařížské Opery
- Denis Rivière (* 1945, malíř,

### Úmrtí
- Adolphe-Félix Cals (1810 – 1880), malíř
- Cécile Jubert, (1885 -1979), umělecká malířka, pochovaná na městském hřbitově

### Ostatní
(chronologicky)
- Samuel de Champlain (cca 1575 – 1635), cestovatel, který v roce 1603 podnikl plavbu z Honfleuru, zakladatel města Québec
- Pierre de Chauvin (17. století), protestantský obchodník z Honfleur (konec 16. století)
- Charles Baudelaire (1821 – 1867), básník, pravidelně zde pobýval u své matky od ledna 1859
- Jean Revel (1848 – 1925), normandský spisovatel a přítel Alberta Sorela, studoval v Honfleuru
- Sacha Guitry (1885 – 1957) se v Honfleuru 14. srpna 1907 oženil se svou první ženou Charlottou Lysès
- Henri Jeanson (1900- 1970) vlastnil v Honfleuru pavilon Louise-Filipa, kde žil až do své smrti v roce 1970.
- Lucien Coutaud (1904 – 1977), malíř, který vlastnil nemovitosti (Le Cheval de Brique) ve Villerville od roku 1953 do roku 1977 a který pracoval a pobýval v Honfleuru
- Françoise Saganová (1935 – 2004), spisovatelka, která vlastnila rezidenci Breuil v Équemauville a zemřela v nemocnici v Honfleuru.
- Michel Serrault (1928 – 2007), francouzský herec, bydlel ve Vasouy od roku 2001 a byl pochován na hřbitově svaté Kateřiny v Hofleuru před tím, než byl v roce 2009 převezen na hřbitov v Neuilly.
- Jean-Louis Scherrer (1935–2013), módní návrhář, bydlí ve Vasouy

### Film
V Honfleuru se zcela či z části natáčela řada filmů, zejména:
- Tři mušketýři z roku 1953, režisér André Hunebelle, hrají Georges Marchal a Bourvil
- L'Homme à la Buick (česky Muž s buickem z roku 1967, režisér Gillese Grangiera, hrají Fernandel a Danielle Darrieux
- Les Malheurs d'Alfred (česky Život plný malérů z roku 1971, režisér a v hlavní roli Pierre Richard
- Nous ne vieillirons pas ensemble z roku 1972, režisér Maurice Pialat, hrají Marlène Jobert a Jean Yanne
- Docteur Françoise Gailland (česky Nejcennější co mám) z roku 1975, režisér Jean-Louis Bertucelli, hrají Annie Girardot a Jean-Pierre Marielle
- La Chambre verte (česky Zelený pokoj) z roku (1977), režisér François Truffaut, hrají François Truffaut a Nathalie Baye
- Tendre Poulet (česky Něžné kuře) z roku 1978, režisér Philippe de Broca, hrají Annie Girardot a Philippe Noiret
- Le Quatrième Pouvoir (česky Sedmá velmoc) z roku 1985, režisér Serge Leroy, hrají Philippe Noiret a Nicole Garcia

## Partnerská města
- Honfleur, Kanada, 2009
- Sandwich, Spojené království, 1959
- Wörth am Main, Německo, 2006

### Doplňující literatura
- Pierre Philippe Urbain Thomas, Histoire de la ville de Honfleur, 1840
- Elizabeth Noël Le Coutour, Le Honfleurais aux sept naufrages, Jean Doublet, L'Harmattan 1996, ISBN 2-7384-4745-7
- Pierre Boiteau (Piboi)
  - Honfleur et son canton au quotidien (1939-1945), tome I, préface de Claude Dulong, La Lieutenance, 2000, ISBN 978-2-91-204407-5
  - Honfleur et son canton au quotidien (1939-1945), tome II, La Lieutenance, 2001, ISBN 978-2-91-204408-2
  - Votez Démarais ?, La Lieutenance, 2001, ISBN 978-2-86-743399-3
- Dominique Bougerie, Honfleur et les Honfleurais : cinq siècles d'histoires, cinq tomes, Honfleur, 2002-2009
- Dominique Bougerie, Honfleur, terre d'élection d'une littérature normande, deux tomes, Honfleur, 2005-2007